# 呉明徹
呉明徹（ご めいてつ、天監13年（514年）- 大象2年7月28日（580年8月24日））は、南朝梁から陳にかけての軍人。字は通昭。本貫は秦郡。

## 経歴
梁の右軍将軍の呉樹の末子として生まれた。幼くして父を失い、自ら耕作に励んで葬儀代にあてた。若くして経書や史書を読み、汝南の周弘正に天文や兵学を学んで、英雄を自認した。南朝梁の東宮直後を初任とした。侯景の乱が起こると、明徹は粟や麦3000斛あまりを供出して飢民に分配し、人望を集めた。陳霸先が京口に駐屯すると、明徹は陳霸先と面会して時勢を語り合った。
承聖3年（554年）、戎昭将軍・安州刺史に任じられた。紹泰元年（555年）、周文育の下で杜龕や張彪らを討った。紹泰2年（556年）、東道が平定されると、使持節・散騎常侍・安東将軍・南兗州刺史に任じられ、安呉県侯に封じられた。永定元年（557年）、陳が建国されると、侯安都や周文育とともに軍を率いて王琳を討ったが、沌口で敗戦して建康に逃げ帰った。永定2年（558年）、安南将軍の号を受けた。
永定3年（559年）、文帝が即位すると、本官のまま右衛将軍の位を加えられた。天嘉元年（560年）、都督武沅二州諸軍事・安西将軍・武州刺史に任じられた。北周の大将軍賀若敦が1万人あまりを率いて武陵に侵攻してくると、明徹は衆寡敵せず、軍を巴陵に退かせ、北周の別軍を双林で撃破した。天嘉2年（561年）、南荊州刺史に転じた。
天嘉3年（562年）、安右将軍の号を受けた。周迪が臨川郡で反乱を起こすと、明徹は安南将軍・江州刺史となり、豫章郡太守を兼ね、軍を率いて周迪を討った。明徹は剛直な性格のために軍中で不和を引き起こした。文帝はそのことを聞くと、安成王陳頊を派遣して明徹をなだめさせ、建康に帰還させた。天嘉4年（563年）、鎮前将軍の号を受けた。天嘉5年（564年）、鎮東将軍・呉興郡太守に転じた。天嘉6年（565年）、召還されて中領軍に任じられた。
天康元年（566年）、廃帝が即位すると、領軍将軍の号を受けた。光大元年（567年）、丹陽尹に任じられ、武装兵40人を率いて殿省に出入りした。到仲挙が勅命といつわって安成王陳頊を宮殿から出そうと図り、毛喜がその計画を察知した。陳頊はおそれ逡巡し、毛喜を明徹のもとに派遣して対策を相談させた。明徹は陳頊に宮中にとどまり、粛清を断行するよう勧めた。湘州刺史の華皎が反乱を起こすと、明徹は使持節・散騎常侍・都督湘桂武三州諸軍事・安南将軍・湘州刺史に任じられ、淳于量らとともに兵を率いて華皎を討った。
光大2年（568年）、開府儀同三司の位を受け、爵位は公に進んだ。太建元年（569年）、陳頊（宣帝）が即位すると、明徹は鎮南将軍の号を受けた。太建4年（572年）、召還されて侍中・鎮前将軍となった。
太建5年（573年）、侍中・都督征討諸軍事の位を加えられた。明徹は十数万の兵を率いて北伐の軍を発した。北斉の江北諸城は次々と陳に降り、明徹は秦郡に進軍し、北斉の築いた水柵を破った。北斉の尉破胡が秦郡の救援にやってきたが、明徹はこれを撃退し、秦郡を降した。さらに進軍して仁州を落とすと、征北大将軍の号を受け、爵位は南平郡公に進んだ。明徹は硤石の岸の2城を平定し、王琳の守る寿陽の外郭を夜襲して落とした。斉軍が寿陽の内城である相国城と金城に退いて守ると、明徹は淝水の水をそそいで水攻めにした。北斉の大将軍皮景和が数十万の兵を率いて寿陽の救援にやってきたが、寿陽を去ること30里のところにとどまって進軍してこなかった。明徹は皮景和の戦意が低いことを見抜くと、寿陽城を猛攻して落とし、王琳・王貴顕・可朱渾孝裕・盧潜・李騊駼らを捕らえて建康に送った。皮景和はおそれて遁走し、陳軍は多くの軍資を鹵獲した。王琳の旧部下たちが陳軍の軍中に多くおり、王琳がいまだ士心をえていることを知ると、明徹は後の災いをおそれて部下を派遣し、後送中の王琳を追って殺させ、その首級を建康に送らせた。功績により都督豫合建光朔北徐六州諸軍事・車騎大将軍・豫州刺史に任じられた。
太建6年（574年）、寿陽から建康に帰還し、自邸に宣帝の行幸を迎えた。太建7年（575年）、彭城に進攻した。呂梁で北斉の派遣した援軍数万を撃破した。太建8年（576年）2月、司空に進んだ。8月、都督南北兗南北青譙五州諸軍事・南兗州刺史に任じられた。太建9年（577年）、明徹は北伐の軍を発し、呂梁で北周の徐州総管の梁士彦を撃破した。梁士彦は彭城に退却して、籠もって出てこなくなったため、明徹は清水の水を引きこんで城にそそいで水攻めにし、戦艦を城下にならべて攻めたてた。太建10年（578年）、北周は上大将軍の王軌を派遣して徐州を救援させた。王軌は清水と淮水の合流点に車輪を貫いた鉄鎖をしかけ、陳の水軍の退路を遮断させた。陳の諸将は撤退を具申したが、明徹は病身にあって決断が遅れた。蕭摩訶が騎兵数千を率いて先に撤退を開始し、明徹は歩兵を戦艦に収容すると、堰を決壊させて水勢に乗って軍を撤退させた。清口にいたって水勢は衰え、戦艦は罠にかかって動けなくなり、周軍の包囲を受けて大敗した（呂梁の戦い）。明徹は周軍に捕らえられて北に連行された。まもなく病が重くなり、長安で死去した。享年は67。至徳元年（583年）、邵陵県開国侯に追封された。
子の呉恵覚が後嗣となり、黄門侍郎を経て、豊州刺史に上った。

## 伝記資料
- 『陳書』巻9 列伝第3
- 『南史』巻66 列伝第56